# Петровка (Николаевский район, Одесская область)
Петровка (укр. Петрівка) — село, относится к Березовскому району Одесской области Украины.
Население по переписи 2001 года составляло 373 человека. Почтовый индекс — 67051. Телефонный код — 8-04857. Занимает площадь 0,94 км². Код КОАТУУ — 5123583401.

## Местный совет
67051, Одесская обл., Николаевский р-н, с. Петровка, ул. Мира, 57